# Djalma Esteves
Djalma Esteves foi um compositor brasileiro, nascido na cidade do Rio de Janeiro, em 1910. Se destacando como compositor de obras carnavalescas, suas músicas contam com as parcerias de Vicente Paiva, Afonso Teixeira, Felisberto Martins, Milton de Oliveira, entre outros.
Em 1934, Djalma teve suas primeiras composições gravadas, destacando-se o samba "Sinos de natal", parceria com Vicente Paiva, lançado por Aurora Miranda na Odeon, e a marcha "Solta o balão", com Sátiro de Melo, por Cirene Fagundes, também na Odeon. Sua marcha "És louca", escrita com Milton de Oliveira, foi gravada por Jaime Vogeler. Em 1935, outras duas parcerias com Vicente Paiva foram gravadas por Aurora Miranda: a marcha "Linda primavera" e o samba "A turma chorou". Em 1938, as Irmãs Medina gravaram pelo Odeon a rumba-canção "Luar do Rio", composta em parceria com Miguel Baúso.
Em 1947, compôs a rumba "Escandalosa", com Moacir Silva, que alcançou grande popularidade no carnaval daquele ano, tornando-se o maior sucesso da sua carreira. Foi gravada na Odeon por Aracy de Almeida com o Trio Madrigal e os Vocalistas Tropicais.
Para o carnaval de 1952, compôs a marcha "Vem italiana", em parceria com Célio Monteiro e Fonseca Filho.
Faleceu em 1969, na cidade do Rio de Janeiro.